# Джермани, Гая
Гая Джермани (итал. Gaia Germani, урожд. Джованна Джардина (итал. Giovanna Giardina)); 30 августа 1934, Рим — 20 февраля 2019) — итальянская актриса.

## Биография
Отец Гаи Джермани, сицилийский аристократ, погиб в автокатастрофе, когда будущей актрисе было всего полгода от роду. Мать — француженка, пораженная гибелью мужа ушла в монастырь. Гая воспитывалась родственниками вместе с братом в родовом имении в Турине. Окончила лицей Юлия Цезаря и Институт Маффеи в Турине. Училась на факультете литературы и философии. Окончила Академию драматического искусства в Риме. Первый фильм с участием Гаи Джермани — «Подвиги Геракла: Геракл в царстве теней» (Медея, 1961, реж. Марио Бава).
Снималась у французских кинематографистов — Жоржа Лотнера, Бернара Бордери, известных итальянских режиссёров — Карло Лиццани, Пьетро Джерми, Дино Ризи, Марко Феррери, Умберто Ленци. За 15-летнюю артистическую карьеру исполнила более 20-ти ролей в кино и на ТВ. В 60-е годы появлялась на обложках глянцевых и мужских журналов — «Vogue», «L’Espresso», «Tempo», «Panorama», «Playmen». В 70-е годы снималась в итальянских мини-сериалах. В 1976 году ушла из кино.

## Фильмография

### Кино
| Год  | Русское название                        | Оригинальное название            | Роль              |
| ---- | --------------------------------------- | -------------------------------- | ----------------- |
| 1961 | Подвиги Геракла: Геракл в царстве теней | Ercole al centro della terra     | Медея             |
| 1962 |                                         | Operazione Gold Ingot            |                   |
| 1962 | Триумф Робина Гуда                      | Il trionfo di Robin Hood         | Изабелла          |
| 1962 |                                         | L’oeil du monocle                | Диана             |
| 1963 |                                         | Finché dura la tempesta          |                   |
| 1963 |                                         | L’Agente federale Lemmy Caution  | Жеральдин         |
| 1963 | Благородный Станислас, секретный агент  | Spionaggio senza frontiere       | Андреа            |
| 1964 | Замок живых мертвецов                   | Il castello dei morti vivi       | Лаура             |
| 1964 | Чудаки                                  | I maniaci                        | Карла             |
| 1965 | Комплексы                               | I complessi                      | камео             |
| 1965 |                                         | OSS 77 — Operazione fior di loto | Ева               |
| 1966 | Свадебный марш                          | Marcia nuziale                   | Джильола Ферлаццо |
| 1966 |                                         | Agente Logan — missione Ypotron  | Жанна Морроу      |
| 1967 |                                         | Mister X                         | Тимми             |
| 1967 |                                         | O l’ammazzo o la sposo           | Женевьева         |
| 1972 | Дьявол в голове                         | Il diavolo nel cervello          | Бьянка Мольтени   |
| 1974 |                                         | La seduzione coniugale           |                   |